# Det nordtyske forbund
Det nordtyske forbund (tysk: Norddeutscher Bund) var en union af tyske stater, som eksisterede fra 1867 med opløsningen af det Tyske forbund til den tyske rigsgrundlæggelse i 71. Det nordtyske forbund var først og fremmest en handelsunion, der konsoliderede den preussiske kontrol over 22 stater i Nordtyskland. Gennem toldunionen blev denne kontrol udvidet mod syd. Bismarcks konstitution udgjorde en basis for det senere Tyskland.
Det nordtyske forbund blev afløst af det Tyske Kejserrige efter Preussens sejr i Den fransk-preussiske krig.

## Medlemmer af forbundet
1. Kongeriget Preussen
2. Kongeriget Sachsen
3. Storhertugdømmet Hessen (kun provinsen Oberhessen, der lå nord for floden Main)
4. Storhertugdømmet Mecklenburg-Schwerin
5. Storhertugdømmet Mecklenburg-Strelitz
6. Storhertugdømmet Sachsen-Weimar-Eisenach
7. Storhertugdømmet Oldenburg
8. Hertugdømmet Sachsen-Lauenburg (i personalunion med Kongeriget Preussen)
9. Hertugdømmet Braunschweig
10. Hertugdømmet Sachsen-Coburg og Gotha
11. Hertugdømmet Sachsen-Meiningen
12. Hertugdømmet Sachsen-Altenburg
13. Hertugdømmet Anhalt
14. Fyrstendømmet Lippe
15. Fyrstendømmet Reuss ældre linje
16. Fyrstendømmet Reuss yngre linje
17. Fyrstendømmet Schaumburg-Lippe
18. Fyrstendømmet Schwarzburg-Rudolstadt
19. Fyrstendømmet Schwarzburg-Sondershausen
20. Fyrstendømmet Waldeck
21. Fristaden Bremen
22. Fristaden Hamburg
23. Fristaden Lübeck

## Etablering
Under Den østrigsk-preussiske krig i 1866 annekterede Preussen alle områder nord for floden Main, som havde været under kontrol af deres modstandere som Hannover og Slesvig-Holsten, med undtagelse af Sachsen, Hessen-Darmstadt, Sachsen-Meiningen og Reuss ældre linje. De nordlige dele af Bayern blev ikke berørt. For at sikre muligheden for støtte fra Østrig, sørgede Bismarck for, at der blev sluttet en moderat fred.

### Den fransk-preussiske krig
I Spanien blev Dronning Isabella afsat i efteråret 1868. I 1869 fik den katolske prins Leopold af Hohenzollern-dynastiet tilbudt den spanske krone. Det kunne Frankrig ikke godtage. Efter fransk pres trak Leopold sit kandidatur tilbage.
Frankrigs kejser, Napoleon 3., var alligevel ikke fornøjet. Han stillede via sin ambassadør i Berlin et krav til den preussiske konge om, at Leopolds kandidatur skulle forblive uaktuelt også i fremtiden.
Kong Wilhelm meddelte ambassadøren, at han anså sagen for afsluttet og ville ikke give nogen garanti. Det blev Bismarck opmærksom på. Bismarck greb straks chancen og offentliggjorde et telegram, som viste, at kongen havde måttet vende den franske ambassadør ryggen efter «en grov fornærmelse». Bismarck ville demonstrere, at det ikke var frygten for Frankrig, som gjorde, at Leopolds kandidatur blev trukket tilbage.
Dette telegram gjorde franskmændene rasende. Det blev set som et angreb på den franske ære. Stemningen i Paris blev meget antitysk, og den 19. juli 1870 erklærede Frankrig Preussen krig.
Krigserklæringen førte til, at modsætningerne mellem Det nordtyske Forbund og tyskerne i syd forsvandt. I Bayern så man på den franske aggression som en aggression over for hele Tyskland.
Frankrig foretog overraskende nok ikke et lynangreb på Preussen og de andre tyske stater. I august var der fortsat kun mobiliseret 275.000 mand. Det var derimod Moltke og preusserne, som tog initiativet og rykkede ind i Alsace og Lorraine med en halv million mand. I krigens første uger vandt preusserne tre slag, ved Weissenburg den 4. august, ved Wörth den 6. august og ved Gravelotte den 18. august. De preussiske styrker omringede og belejrede også den vigtige by Metz.
Napoleon 3. havde søgt tilflugt i fæstningen Sedan ved den belgiske grænse. Da denne faldt under slaget den 1. september, blev kejseren taget til fange.
I Paris førte Napoleons tab til, at kejserinden flygtede fra byen. Paris blev belejret umiddelbart efter, da de preussiske tropper nåede byen. Denne belejring førte til et oprør i byen, og Pariserkommunen blev dannet af de parisiske oprørere.

### Tysklands samling 1871
Sejren over Frankrig gjorde, at Tyskland kunne samles. Efter at kong Ludvig 2. af Bayern havde sendt et brev, hvori han bad Wilhelm stille sig i spidsen for et samlet tysk rige, accepterede den preussiske konge endelig at lade sig udnævne til tysk kejser.
Samlingen skete ved, at Kongeriget Bayern, Kongeriget Württemberg, Storhertugdømmet Baden sammen med de dele af Storhertugdømmet Hessen, som ikke havde sluttet sig til Det nordtyske forbund, gik sammen med staterne i dette og dannet Det tyske kejserrige.
Wilhelm 1. blev som preussiske konge kejser med titlen tysk kejser, og ikke kejser af Tyskland, eftersom Østrig ikke var med i denne lilletyske løsning.
En improviseret ceremoni blev udført i Versailles uden for Paris, hvorved Vilhelm blev proklameret som kejser den 18. januar 1871. Det andet tyske kejserrige var født.

## Preussisk dominans
Preussen havde 80% af den totale befolkning og var den dominerende enhed. Sejren over Øsrig og dens allierede styrkede Bismarks indenrigspolitiske stilling, og de nationalliberale inden Preussen opgav sin opposition mod Bismarck og gik over til at støtte ham i håb om at sikre en tysk samling og etablere en stærk og liberal stat.
Det nordtyske forbund var først og fremmest en handelsunion og cementerede preussisk kontrol over de 22 stater i Nordtyskland, nord for Mainlinjen.
Den preussiske dominans blev også formaliseret gennem landets repræsentation i forbundets politiske organer, nedfældet i forbundets forfatning.

## Forfatningen

### Konstituerende Rigsdag
Den 12. februar 1867 gennemførtes et valg til en konstituerende Rigsdag som skulle udarbejde og vedtage en ny forfatning. Denne Rigsdagen blev åbnet den 24. februar i Berlin af den preussiske kongen Vilhelm 1.

### Den nye konstitution
Den nye forfatningen (Norddeutsche Bundesverfassung) blev vedtaget 16. april, kundgjort 24. juni og sat i kraft fra 1. juli.

#### Almindelig stemmeret
Den indebar en større ændring, da Rigsdagen blev valgt ved almindelig stemmeret. Det var fra Bismarcks side både en indrømmelse over for de demokratiske strømninger og et forsøg på at sikre sig støtte fra landarbejderne mod den liberale borgerlige opposition.

#### Magtfordeling
Den preussiske konge var den konstitutionelle leder, mens den udøvende magt lå hos en forbundskansler («Bundeskanzler»), som i hele forbundets levetid var Otto von Bismarck.
Medlemsstaterne var repræsenteret i forbundsrådet («Bevollmächtigte zum Bundesrat»), som blev domineret af Preussen gennem deres 17 stemmer af i alt 43, og Preussen havde gennem dette vetoret. Forbundsrådet udgjorde sammen med den folkevalgte rigsdag den lovgivende og bevilgende myndighed.

### Betydning
Den var i hovedsagen identisk med den forfatning, som blev taget i brug for kejserriget fra 16. april 1871. Den forfatning var basis for det moderne Tyskland.

## Afvikling
Det nordtyske forbund blev under Tysklands samling afløst af Det tyske kejserrige efter forbundets sejr i Den fransk-preussiske krig. Det skete ved, at Kongeriget Bayern, Kongeriget Württemberg, Storhertugdømmet Baden sammen med de dele af Storhertugdømmet Hessen, som ikke havde sluttet sig til forbundet, gik sammen med staterne i forbundet og dannede Det tyske Kejserrige.